# التصنيفات الدولية لأوكرانيا
تتضمن هذه المقالة قائمة التصنيفات الدولية لأوكرانيا.

## التصنيفات الدولية

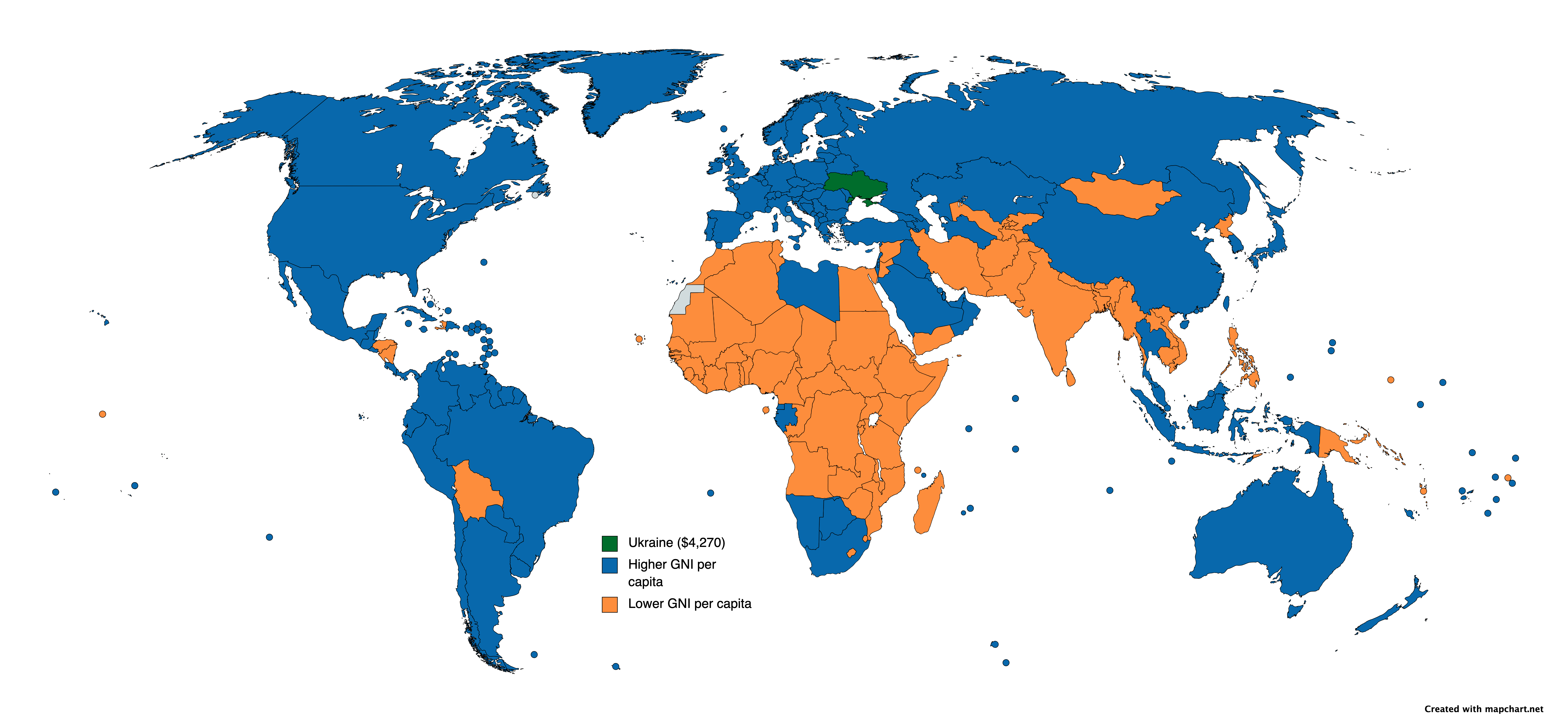
نصيب الفرد من الدخل القومي الإجمالي:
أوكرانيا ($2,800)
دول نصيب الفرد من الدخل القومي الإجمالي فيها مرتفع مقارنة بأوكرانيا
دول نصيب الفرد من الدخل القومي الإجمالي فيها منخفض مقارنة بأوكرانيا

| المنظمة                          | المؤشر                      | الترتيب                     |
| -------------------------------- | --------------------------- | --------------------------- |
| معهد الاقتصاد والسلام            | مؤشر السلام العالمي         | المرتبة 82 من أصل 144 دولة  |
| برنامج الأمم المتحدة الإنمائي    | مؤشر التنمية البشرية        | المرتبة 85 من أصل 182 دولة  |
| الشفافية الدولية                 | مؤشر مدركات الفساد          | المرتبة 146 من أصل 180 دولة |
| المنتدى الاقتصادي العالمي        | تقرير التنافسية العالمي     | المرتبة 82 من أصل 133 دولة  |
| المنظمة العالمية للملكية الفكرية | مؤشر الابتكار العالمي، 2024 | المرتبة 60 من أصل 133 دولة  |